# US Super Tour w biegach narciarskich 2012/2013
US Super Tour w biegach narciarskich 2012/2013 – kolejna edycja tego cyklu zawodów.

## Kobiety

### Kalendarz i wyniki
| Lp  | Data              | Miejscowość      | Dystans                       | 1. miejsce            | 2. miejsce            | 3. miejsce            |
| --- | ----------------- | ---------------- | ----------------------------- | --------------------- | --------------------- | --------------------- |
| 1.  | 24 listopada 2012 | West Yellowstone | 10 km s. dowolnym             | Rosie Brennan         | Chelsea Holmes        | Caitlin Patterson     |
| 2.  | 29 listopada 2012 | Bozeman          | Sprint s. dowolnym            | Sophie Caldwell       | Anika Miller          | Caitlin Patterson     |
| 3.  | 1 grudnia 2012    | Bozeman          | Sprint s. klasycznym          | Sadie Maubet Bjornsen | Sophie Caldwell       | Anna Svendsen         |
| 4.  | 2 grudnia 2012    | Bozeman          | 10 km s. klasycznym           | Sadie Maubet Bjornsen | Chelsea Holmes        | Rosie Brennan         |
| 5.  | 19 stycznia 2013  | Wirth Park       | 5 km s. dowolnym              | Rosie Brennan         | Jennie Bender         | Kate Fitzgerald       |
| 6.  | 20 stycznia 2013  | Wirth Park       | 15 km s. klasycznym           | Rosie Brennan         | Jennie Bender         | Kate Fitzgerald       |
| 7.  | 25 stycznia 2013  | Wirth Park       | Sprint s. klasycznym          | Jennie Bender         | Kate Fitzgerald       | Lauren Fritz          |
| 8.  | 26 stycznia 2013  | Minneapolis      | 5 km s. klasycznym            | Rosie Brennan         | Jennie Bender         | Kate Fitzgerald       |
| 9.  | 27 stycznia 2013  | Minneapolis      | 10 km s. dowolnym             | Rosie Brennan         | Caitlin Gregg         | Kate Fitzgerald       |
| 10. | 9 lutego 2013     | Aspen            | Sprint s. dowolnym            | Rosie Brennan         | Lauren Fritz          | Erika Flowers         |
| 11. | 9 lutego 2013     | Aspen            | 5 km s. klasycznym            | Rosie Brennan         | Nicole Deyong         | Erika Flowers         |
| 12. | 10 lutego 2013    | Aspen            | 5 km s. klasycznym            | Nicole Deyong         | Rosie Brennan         | Erika Flowers         |
| 13. | 16 lutego 2013    | Madison          | Sprint s. klasycznym          | Nichole Bathe         | Maria Stuber          | Laurel Clare Egan     |
| 14. | 17 lutego 2013    | Madison          | Sprint s. dowolnym            | Nichole Bathe         | Maria Stuber          | Laurel Clare Egan     |
| 15. | 4 kwietnia 2013   | Tahoe            | 3,1 km s. dowolnym            | Kikkan Randall        | Jessica Diggins       | Sadie Maubet Bjornsen |
| 16. | 5 kwietnia 2013   | Tahoe            | 10 km s. klasycznym           | Kikkan Randall        | Sadie Maubet Bjornsen | Elizabeth Stephen     |
| 17. | 6 kwietnia 2013   | Tahoe            | Sprint s. klasycznym          | Kikkan Randall        | Ida Sargent           | Sadie Maubet Bjornsen |
| 18. | 8 kwietnia 2013   | Tahoe            | 2 km s. dowolnym (Hill Climb) | Elizabeth Stephen     | Kikkan Randall        | Sadie Maubet Bjornsen |
| 19. | 10 kwietnia 2013  | Tahoe            | 30 km s. klasycznym           | Elizabeth Stephen     | Kikkan Randall        | Rosie Brennan         |

### Klasyfikacja
| Lp. | Zawodnik              | Punkty |
| --- | --------------------- | ------ |
| 1.  | Rosie Brennan         | 654    |
| 2.  | Sadie Maubet Bjornsen | 507    |
| 3.  | Kate Fitzgerald       | 366    |
| 4.  | Caitlin Gregg         | 338    |
| 5.  | Sophie Caldwell       | 318    |
| 6.  | Jennie Bender         | 302    |
| 7.  | Caitlin Patterson     | 293    |
| 8.  | Kikkan Randall        | 250    |
| 9.  | Erika Flowers         | 245    |
| 10. | Elizabeth Stephen     | 218    |

## Mężczyźni

### Kalendarz i wyniki
| Lp  | Data              | Miejscowość      | Dystans                       | 1. miejsce             | 2. miejsce            | 3. miejsce            |
| --- | ----------------- | ---------------- | ----------------------------- | ---------------------- | --------------------- | --------------------- |
| 1.  | 23 listopada 2012 | West Yellowstone | 10 km s. dowolnym             | Matthew Edward Liebsch | Matthew Phillip Gelso | Michael Sinnott       |
| 2.  | 29 listopada 2012 | Bozeman          | Sprint s. dowolnym            | Reid Pletcher          | Erik Bjornsen         | Ryan Scott            |
| 3.  | 1 grudnia 2012    | Bozeman          | Sprint s. klasycznym          | Reese Hanneman         | Nils Koons            | Erik Bjornsen         |
| 4.  | 2 grudnia 2012    | Bozeman          | 15 km s. klasycznym           | Mats Rudin Resaland    | Rune Malo Ødegård     | Michael Sinnott       |
| 5.  | 19 stycznia 2013  | Wirth Park       | 10 km s. dowolnym             | Mark Iverson           | Torin Koos            | Brenton Knight        |
| 6.  | 20 stycznia 2013  | Wirth Park       | 20 km s. klasycznym           | Torin Koos             | Brian Gregg           | David Greer           |
| 7.  | 25 stycznia 2013  | Wirth Park       | Sprint s. klasycznym          | Michael Sinnott        | Torin Koos            | Reese Hanneman        |
| 8.  | 26 stycznia 2013  | Minneapolis      | 10 km s. klasycznym           | Reese Hanneman         | Michael Sinnott       | Torin Koos            |
| 9.  | 27 stycznia 2013  | Minneapolis      | 15 km s. dowolnym             | Torin Koos             | Mark Iverson          | Michael Sinnott       |
| 10. | 9 lutego 2013     | Aspen            | Sprint s. dowolnym            | Michael Sinnott        | Sylvan Ellefson       | Peter Kling           |
| 11. | 9 lutego 2013     | Aspen            | 10 km s. klasycznym           | Patrick Johnson        | Sylvan Ellefson       | Brenton Knight        |
| 12. | 10 lutego 2013    | Aspen            | 211 km s. dowolnym            | Brian Gregg            | Sylvan Ellefson       | Michael Sinnott       |
| 13. | 16 lutego 2013    | Madison          | Sprint s. klasycznym          | Jimmy Gunka            | Alexander Larson      | Jamie Scott Hill      |
| 14. | 17 lutego 2013    | Madison          | Sprint s. dowolnym            | Jimmy Gunka            | Jamie Scott Hill      | Julian Freitag        |
| 15. | 4 kwietnia 2013   | Tahoe            | 3,1 km s. klasycznym          | Erik Bjornsen          | Knute Johnsgaard      | Mark Iverson          |
| 16. | 5 kwietnia 2013   | Tahoe            | 15 km s. klasycznym           | Kris Freeman           | Erik Bjornsen         | Andrew Newell         |
| 17. | 6 kwietnia 2013   | Tahoe            | Sprint s. klasycznym          | Andrew Newell          | Patrick O’Brian       | Erik Bjornsen         |
| 18. | 8 kwietnia 2013   | Tahoe            | 2 km s. dowolnym (Hill Climb) | Erik Bjornsen          | Kris Freeman          | Michael Sinnott       |
| 19. | 11 kwietnia 2013  | Tahoe            | 50 km s. klasycznym           | Kris Freeman           | Andrew Newell         | Einar Askevold Ulsund |

### Klasyfikacja
| Lp. | Zawodnik        | Punkty |
| --- | --------------- | ------ |
| 1.  | Michael Sinnott | 474    |
| 2.  | Erik Bjornsen   | 445    |
| 3.  | Torin Koos      | 334    |
| 4.  | Brian Gregg     | 272    |
| 5.  | Mark Iverson    | 237    |
| 5.  | Reese Hanneman  | 237    |
| 7.  | Patrick O’Brian | 229    |
| 8.  | Sylvan Ellefson | 227    |
| 9.  | Matthew Gelso   | 219    |
| 10. | Brenton Knight  | 210    |